# Edifício J. Edgar Hoover
O Edifício J. Edgar Hoover (em inglês:  J. Edgar Hoover Building) é o quartel-general do Federal Bureau of Investigation (FBI). O prédio foi nomeado assim em homenagem ao ex-diretor do FBI, John Edgar Hoover, e está localizado na Avenida Pensilvânia, n.º 935, em Washington, D.C.. O acesso ao prédio é restrito desde 2001. O estilo é de arquitetura brutalista. Mais recentemente, tem sido amplamente condenado por motivos estéticos e de planejamento urbano.

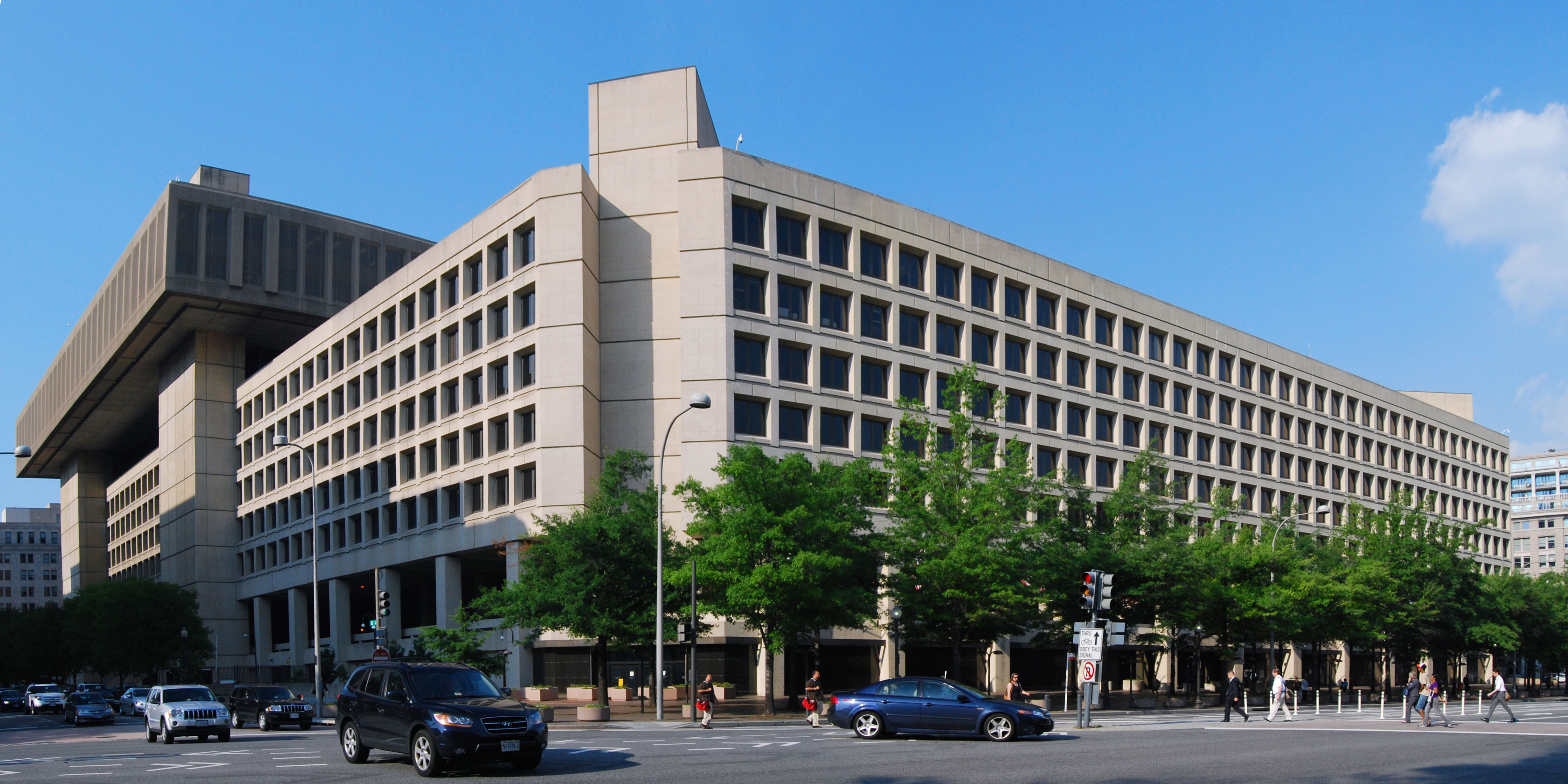
O quartel-general do FBI, em 2005.